# جوایز فوتبال فرانسه
جوایز فوتبال فرانسه (به فرانسوی: Trophées UNFP du football) جوایزی است که توسط اتحادیه ملی فوتبالیست‌های حرفه‌ای به بازیکنان شاغل در لیگ ۱ و لیگ ۲، مربیان و داوران اهدا می شود. ابتدا در سال ۱۹۸۸، نام این مراسم اسکار بود اما به دلیل متمایز بودن با جوایز اسکار از سال ۲۰۰۴ عوض شد.

## بهترین بازیکن سال
| سال  | ملیت     | نام بازیکن          | باشگاه                     |
| ---- | -------- | ------------------- | -------------------------- |
| ۱۹۹۴ | فرانسه   | دیوید ژینولا        | باشگاه فوتبال پاری سن-ژرمن |
| ۱۹۹۵ | فرانسه   | ونسان گرا           | باشگاه فوتبال پاری سن-ژرمن |
| ۱۹۹۶ | فرانسه   | زین‌الدین زیدان      | باشگاه فوتبال بوردو        |
| ۱۹۹۷ | برزیل    | سانی آندرسون        | باشگاه فوتبال موناکو       |
| ۱۹۹۸ | ایتالیا  | مارکو سیمونه        | باشگاه فوتبال پاری سن-ژرمن |
| ۱۹۹۹ | الجزایر  | علی بن عربیه        | باشگاه فوتبال بوردو        |
| ۲۰۰۰ | آرژانتین | مارچلو گالاردو      | باشگاه فوتبال موناکو       |
| ۲۰۰۱ | فرانسه   | اریک کریر           | باشگاه فوتبال نانت         |
| ۲۰۰۲ | پرتغال   | پائولتا             | باشگاه فوتبال بوردو        |
| ۲۰۰۳ | پرتغال   | پائولتا             | باشگاه فوتبال بوردو        |
| ۲۰۰۴ | ساحل عاج | دیدیه دروگبا        | باشگاه فوتبال المپیک مارسی |
| ۲۰۰۵ | غنا      | مایکل اسین          | باشگاه فوتبال المپیک لیون  |
| ۲۰۰۶ | برزیل    | جونینیو پرنامبوکانو | باشگاه فوتبال المپیک لیون  |
| ۲۰۰۷ | فرانسه   | فلورن مالودا        | باشگاه فوتبال المپیک لیون  |
| ۲۰۰۸ | فرانسه   | کریم بنزما          | باشگاه فوتبال المپیک لیون  |
| ۲۰۰۹ | فرانسه   | یوان گورکوف         | باشگاه فوتبال بوردو        |
| ۲۰۱۰ | آرژانتین | لیساندرو لوپز       | باشگاه فوتبال المپیک لیون  |
| ۲۰۱۱ | بلژیک    | ادن آزار            | باشگاه فوتبال لیل          |
| ۲۰۱۲ | بلژیک    | ادن آزار            | باشگاه فوتبال لیل          |
| ۲۰۱۳ | سوئد     | زلاتان ابراهیموویچ  | باشگاه فوتبال پاری سن-ژرمن |
| ۲۰۱۴ | سوئد     | زلاتان ابراهیموویچ  | باشگاه فوتبال پاری سن-ژرمن |
| ۲۰۱۵ | فرانسه   | الکساندر لاکازت     | باشگاه فوتبال المپیک لیون  |
| ۲۰۱۶ | سوئد     | زلاتان ابراهیموویچ  | باشگاه فوتبال پاری سن-ژرمن |
| ۲۰۱۷ | اروگوئه  | ادینسون کاوانی      | باشگاه فوتبال پاری سن-ژرمن |
| ۲۰۱۸ | برزیل    | نیمار               | باشگاه فوتبال پاری سن-ژرمن |
| ۲۰۱۹ | فرانسه   | کیلیان امباپه       | باشگاه فوتبال پاری سن-ژرمن |
| ۲۰۲۰ | اهدا نشد | اهدا نشد            | اهدا نشد                   |
| ۲۰۲۱ | فرانسه   | کیلیان امباپه       | باشگاه فوتبال پاری سن-ژرمن |
| ۲۰۲۲ | فرانسه   | کیلیان امباپه       | باشگاه فوتبال پاری سن-ژرمن |
| ۲۰۲۳ | فرانسه   | کیلیان امباپه       | باشگاه فوتبال پاری سن-ژرمن |
| ۲۰۲۴ | فرانسه   | کیلیان امباپه       | باشگاه فوتبال پاری سن-ژرمن |
| ۲۰۲۵ | فرانسه   | عثمان دمبله         | باشگاه فوتبال پاری سن-ژرمن |